# Phonotaktik
Phonotaktik ist das Teilgebiet der Lautlehre, das die Kombination von Lautsegmenten zu umfassenderen Einheiten betrifft. Dabei ist mit 'Lautlehre' sowohl Phonologie als auch Phonetik gemeint, da die Phonotaktik auf beiden Ebenen analysiert werden kann. Die umfassenderen Einheiten können sowohl rein lautliche Einheiten wie die Silbe und das phonologische Wort als auch bedeutungstragende Einheiten wie das Morphem sein.
Der Terminus Phonotaktik wurde in der Linguistik des 20. Jahrhunderts geprägt. Das Adjektiv phonotaktisch ist zusammengesetzt aus den Elementen griechischer Herkunft phono- "Laut" und taktisch "die Stellung/Anordnung betreffend". Daraus ist das Substantiv Phonotaktik abstrahiert. Daneben kommen die Ausdrücke Phonotagmatik und Phonosyntax vor.
In der Phonologie steht die Phonotaktik neben der Phonematik, die sich mit den Phonemen als kleinsten Lautsegmenten des Sprachsystems beschäftigt. Gelegentlich werden diese beiden Subdisziplinen durch das Kriterium voneinander abgegrenzt, dass sich die Phonematik mit den paradigmatischen, die Phonotaktik mit den syntagmatischen Beziehungen lautlicher Einheiten befasse. Eine solche Auffassung ist im Wort Phonotaktik zwar angelegt. Tatsächlich aber haben sprachliche Einheiten aller Komplexitätsebenen – also unter anderem Phoneme und Silben – sowohl paradigmatische als auch syntagmatische Beziehungen zu anderen Einheiten. Der Unterschied zwischen Phonematik und Phonotaktik besteht also eher in der Komplexitätsebene (Phoneme vs. größere Einheiten), auf die sie sich konzentrieren.
Einheiten einer bestimmten phonologischen Ebene, z. B. Phoneme, kombinieren sich miteinander zu Einheiten der nächsthöheren Ebene, hier also der Silbe oder den Silbenbestandteilen Ansatz, Nukleus und Koda. Über diesen Kombinationen walten Regeln bzw. Beschränkungen. Im Hochdeutschen z. B. kann auf ein /k/ am Silbenanfang ein weiterer Konsonant einer bestimmten Kategorie folgen, insbesondere ein /r/ wie in Krug oder ein /l/ wie in klug. Es könnte auch ein /n/ sein, denn zwar gibt es kein knug; aber wie man an Knust sieht, könnte es das, rein phonotaktisch betrachtet, geben (es ist eine mögliche Silbe und mithin ein mögliches Wort). Dagegen kann auf das initiale /k/ kein /t/ folgen, und folglich kann es kein ktug geben. Das Beispiel zeigt gleichzeitig, dass /l/ und /r/ im Deutschen eine ähnliche Distribution haben, /t/ jedoch eine andere.
Phonotaktische Beschränkungen über die Struktur der Silbe sind Silbenstrukturbedingungen (engl. „syllable structure conditions“). Die Sprachverarbeitung ist für Verletzungen der phonotaktischen Beschränkungen (insbesondere der Sonorität) sensitiv. Sonorität bezeichnet dabei das Prinzip, nach dem die Klangfülle von Lauten in einer Silbe von den Rändern zur Mitte der Silbe ansteigt.
Phonotaktische Beschränkungen über die Struktur des Morphems sind Morphemstrukturbedingungen (engl. „morpheme structure conditions“.). Die Silbenstrukturbedingungen einer Sprache sind oft lockerer als die Morphemstrukturbedingungen. Im Deutschen z. B. ist die Konsonantengruppe /dl/ im Silbenanlaut zugelassen, etwa in Wörtern wie handle. Aber es gibt kein Morphem, das so beginnt; die Morpheme von handle sind {handl-} und {-e}. Auch gibt es Silben wie /ists/, deren Koda aus der Konsonantengruppe /sts/ besteht. Aber es gibt kein Morphem mit dieser Struktur; ist's besteht aus mindestens zwei Morphemen.